# Ленц, Фриц
Фриц Готлиб Карл Ленц (нем. Fritz Gottlieb Karl Lenz; 9 марта 1887, Пфлуграде, Померания, Германская империя — 6 июля 1976, Гёттинген, Нижняя Саксония, ФРГ) — немецкий врач, гигиенист, антрополог, генетик и евгеник. Один из ведущих специалистов по расовой гигиене во времена Веймарской республики и нацистской Германии. Член НСДАП.

## Биография
Фриц Ленц происходил из семьи с давними сельскохозяйственными традициями в Померании. В семилетнем возрасте он переехал жить к родственникам в Штеттин. В 1905 году он окончил там среднюю школу в Шиллер-Реалгимназии (нем. Schiller-Realgymnasium).
Ленц начал изучать медицину в Берлинском университете, а через один семестр перешёл во Фрайбургский университет. Помимо области исследований, он занимался вопросами антропологии и философии. В 1912 году он получил докторскую степень под руководством Людвига Ашоффа с диссертацией «О патологическом генетическом составе мужчин и определении пола у человека».
В 1921 году вместе с Ойгеном Фишером и Эрвином Бауром он опубликовал «влиятельный стандартный труд, который Гитлер включил в „Майн кампф“, пока тот находился в тюрьме в Ландсберге» (так отмечает историк Бернхард фом Броке) «Основы человеческой наследственности и расовой гигиены».